# Grand Prix d'Aix-en-Provence
Le Grand Prix d'Aix-en-Provence est une course cycliste sur route masculine disputée de 1949 à 1986 à Aix-en-Provence, dans les Bouches-du-Rhône, dans le sud de la France. Après une première édition en 1949 sous le nom de Grand Prix Germain Reynier, il est disputé annuellement de 1959 à 1986.

## Palmarès
| Année                        | Vainqueur                  | Deuxième                   | Troisième                  |
| Grand Prix Germain Reynier   | Grand Prix Germain Reynier | Grand Prix Germain Reynier | Grand Prix Germain Reynier |
| ---------------------------- | -------------------------- | -------------------------- | -------------------------- |
| 1949                         | Jesus Moujica              | Attilio Redolfi            | Robert Desbats             |
| 1950-1958                    | Non disputé                | Non disputé                | Non disputé                |
| Grand Prix d'Aix-en-Provence |                            |                            |                            |
| 1959                         | Jean Anastasi              | Gilbert Bauvin             | Raymond Elena              |
| 1960                         | Claude Mattio              | Antoine Abate              | Jean-Claude Lefebvre       |
| 1961                         | Jean Zolnowski             | Gilbert Salvador           | Anatole Novak              |
| 1962                         | Jean Anastasi              | René Abadie                | Jean Bourlès               |
| 1963                         | Jean Dupont                | Alain Vera                 | René Binggeli              |
| 1964                         | Antonio Blanco             | Frans Melckenbeeck         | Jean-Baptiste Claes        |
| 1965                         | Jacques Cadiou             | Willy Bocklant             | Pierre Le Mellec           |
| 1966                         | André Zimmermann           | Paul Gutty                 | Raymond Poulidor           |
| 1967                         | Jean Jourden               | Jacques Cadiou             | Bernard Guyot              |
| 1968                         | Jean-Marie Leblanc         | Francis Blanc              | Mario Drago                |
| 1969                         | José Catieau               | Raymond Poulidor           | Cyrille Guimard            |
| 1970                         | Walter Godefroot           | Leo Duyndam                | Christian Raymond          |
| 1971                         | Alain Santy                | Gerard Vianen              | Jürgen Tschan              |
| 1972                         | Bernard Delchambre         | Jürgen Tschan              | Jean-Claude Genty          |
| 1973                         | Leif Mortensen             | Jacques Esclassan          | Bernard Labourdette        |
| 1974                         | Guy Sibille                | Cyrille Guimard            | Gerben Karstens            |
| 1975                         | Maurice Le Guilloux        | José Alvarez               | Mariano Martinez           |
| 1976                         | Roy Schuiten               | Régis Delépine             | Alain Santy                |
| 1977                         | Walter Riccomi             | Willem Peeters             | Jean-Luc Vandenbroucke     |
| 1978                         | Roger Rosiers              | Walter Godefroot           | Guido Van Calster          |
| 1979                         | André Mollet               | Bernard Becaas             | Christian Seznec           |
| 1980                         | Hans-Peter Jakst           | Kim Andersen               | Paul Sherwen               |
| 1981                         | Jan Bogaert                | Francis Castaing           | Jean-Luc Vandenbroucke     |
| 1982                         | Francis Castaing           | Jan Raas                   | John Herety                |
| 1983                         | Éric Caritoux              | Yves Godimus               | Claude Moreau              |
| 1984                         | Sean Kelly                 | Laurent Fignon             | Jan Bogaert                |
| 1985                         | Steve Bauer                | Joël Pelier                | Marcel Tinazzi             |
| 1986                         | Joël Pelier                | Dirk De Wolf               | Philippe Louviot           |